# K. R. Narayanan
Kocheril Raman Narayanan (listenⓘ; 4 tháng 2 năm 1921 – 9 tháng 11 năm 2005) là Tổng thống thứ 10 của Ấn Độ.
Ông sinh tại Perumthanam, làng Uzhavoor, Thân vương quốc Travancore (nay là Quận Kottayam, Kerala), và làm nhà báo trong thời gian ngắn sau đó học khoa học chính trị tại Trường Kinh tế Luân Đôn với sự hỗ trợ của học bổng, Narayanan bắt đầu sự nghiệp tại Ấn Độ với tư cách thành viên của Sở Ngoại giao Ấn Độ trong chính quyền Nehru. Ông giữ chức vụ Đại sứ tại Nhật Bản, Vương quốc Liên hiệp Anh và Bắc Ireland, Thái Lan, Thổ Nhĩ Kỳ, Cộng hoà Nhân dân Trung Hoa và Hoa Kỳ và được Nehru nhắc đến như "nhà ngoại giao giỏi nhất quốc gia". Ông bước vào chính trị với sự đề nghị của Indira Gandhi và ba lần liên tiếp thắng cử trong các cuộc tổng tuyển cử tại Lok Sabha và giữ chức Quốc vụ khanh trong Nội các Liên minh dưới thời cựu Thủ tướng Rajiv Gandhi. Ông được bầu làm Phó Tổng thống năm 1992, Narayanan trở thành Tổng thống vào năm 1997. Ông là người đầu tiên của cộng đồng Dalit giữ chức vụ này.